# Niernsdorf

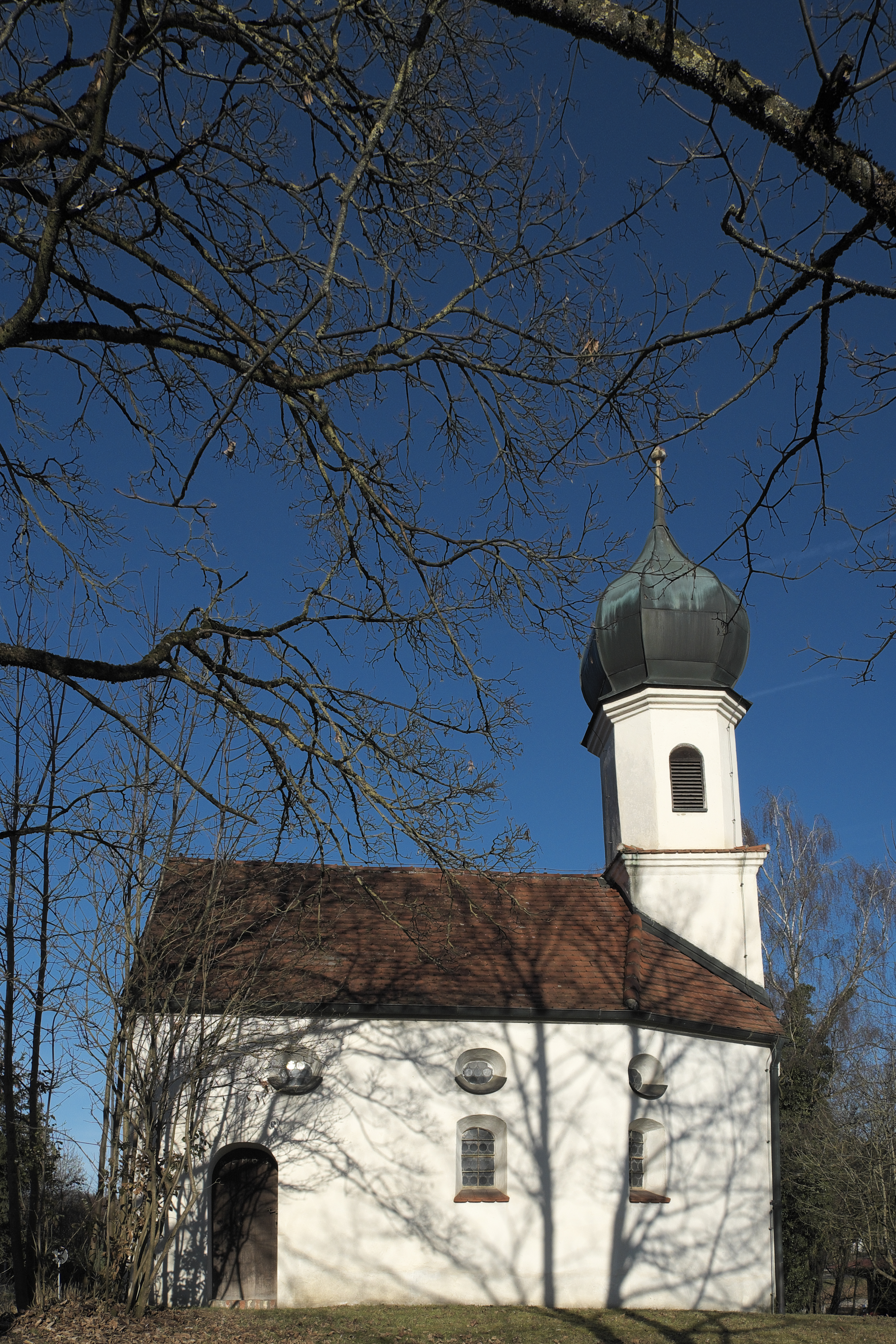
Kapelle St. Valentin in Niernsdorf

Niernsdorf ist ein Gemeindeteil der oberbayerischen Gemeinde Hohenkammer im Landkreis Freising.

## Geschichte
Das Dorf wird erstmals um 1100 erwähnt und gehörte seit jeher zur Hofmark Hohenkammer. Östlich von Niernsdorf stand auf einem Turmhügel eine Burg.

## Baudenkmäler
- Kapelle St. Valentin, erbaut in den 1760er Jahren